# Міжусобна війна на Русі 1097—1100
Міжусобна війна на Русі (1097—1100) — війна за владу в Перемишльському, Теребовлянському та Звенигородському князівствах. Війна розпочалася після безпрецедентного на Русі осліплення теребовлянського князя Василька Ростиславича князем київським  Святополком Ізяславичем. Після перемог об'єднаної галицької дружини Ростиславичів над київською дружиною Святополка Ізяславича та його угорськими союзниками на Рожному Полі та над Вягром, Ростиславичі здобули незалежність від Києва.

## Передумови
В 1084 році, користуючись підтримкою місцевого населення, яке пам'ятало про незалежні хорватські князівства, князь-ізгой Рюрик Ростиславич захопив владу в Перемишлі і проголосив себе князем перемиським. Невдовзі його брати Володар та Василько осіли в сусідніх Звенигороді та Теребовлі. Ярополк Ізяславович, князь волинський та титулярний король Русі, пішов війною на Галичину, проте облога Звенигорода взимку 1086 р. була невдалою, а під час відступу з-під міста, Ярополка убив дружинник Нерадець. Київський князь Всеволод Ярославич визнав за Ростиславичами право на правління в Галичині. Проте в 1093 до влади в Києві прийшов Святополк Ізяславич, який прагнув відновити контроль над Галичиною.

## Осліплення Василька київським князем Святополком

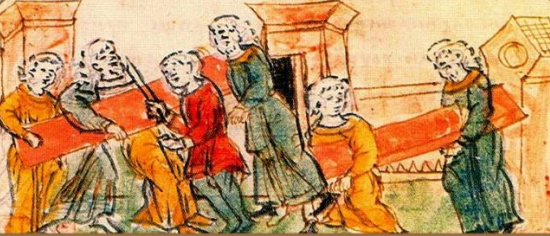
Осліплення Василька. Мініатюра з Радзивілівського літопису.

Після Любецького з'їзду Василько Ростиславич був запрошений великим князем київським Святополком Ізяславичем у Київ. Однак люди Святополка і Давида Ігоровича підступом схопили Василька і відвезли до міста Білгорода. Там Сновид Ізевич, конюх Святополка, Дмитро, конюх Давида і торчин Берендій, вівчар Святополка, разом з іншими княжими слугами викололи Васильку очі. Після цього Василька відвезли на Волинь, у Володимир і ув'язнили у Вакеєвому дворі.

## Перебіг війни
Дізнавшись про це Володимир Мономах разом з Олегом і Давидом Святославичами зібрали війська і вирішили йти на Святополка. Проте Святополк вислав до Володимира митрополита київського Миколая та вдову Всеволода Ярославича, Анну, котрі умовили Володимира припинити військові дії. Святополк і Володимир тоді уклали мир за яким Святополк повинен був ув'язнити або прогнати Давида Ігоровича.
Тим часом Давид зібрав війська і вирушив на Василькову волость, Теребовлю. Однак біля Бужська його перестрів Володар Ростиславич, брат Василька, і обложив у місті. Проте невдовзі Володар пішов на переговори і зняв облогу після того як Давид відпустив Василька на волю.
Зібравши армію в своїх волостях Володар і Василько рушили на Давида. Підійшовши до міста Всеволожа вони взяли його штурмом та спалили, а городян вирізали. Після цього брати обложили Володимир у якому сидів Давид. Князь видав Ростиславичам своїх людей, Василя та Лазаря, яких брати повісили, після чого відступили з Волині.
Тоді ж Святополк Ізяславич вирушив до Берестя з наміром прогнати Давида Ігоровича з його волості. Давид звернувся до польського князя Володислава Германа, і за 50 гривень срібла той пообіцяв примирити його з Святополком. Та у Святополка не було наміру миритись, тому він вирушив з Береста на Володимир і взяв його в облогу. Давид помирився з Святополком та втік до Польщі. 9 квітня 1099 Святополк увійшов до міста після облоги яка тривала сім тижнів.

## Битви на Рожному полі та на ріці Вягор
З Володимира Святополк рушив з великим військом на Ростиславичів. Війська князів зустрілись на Рожному полі, де Святополк був розбитий та втік назад до Володимира. Невдовзі київський князь послав свого сина до Угорщини, пропонуючи уграм виступити проти Володаря і Василька. Король Коломан погодився і скоро прибув до Перемишля та обложив там Володаря Ростиславича.
Тим часом Давид Ігорович вступив в союз з Ростиславичами і привів на поміч під Перемишль половців хана Боняка. В битві на ріці Вягор неподалік Перемишля об'єднане об'єднане галицьке, волинське та половецьке військо розбили угрів. Ярослав Святополкович втік до Береста, а Давид пішов на Волинь і обложив у Володимирі Мстислава Святополковича. Під час одного з штурмів князь загинув і володимирці послали гінців до Святополка з проханням допомогти. 5 серпня 1099 року воєвода Святополка, Путята і князь Святоша Давидович раптово напали на Давида і розбили його війська.
Однак Давид зібрав нове військо та швидко відновив свою владу над Луцьком та Володимиром, вигнавши звідти Святошу та Святополкового посадника.

## Наслідки війни
На наступний рік руські князі провели новий з'їзд в Витичеві, на якому позбавили Давида Ігоровича Володимира але натомість дали йому Дорогобуж. Давид Ігорович невдовзі помер. З'їзд також вирішив забрати у Василька Теребовлянське князівство і віддати його Святополку, проте Ростиславичі відмовились виконувати несправедливе рішення.

Святополк і пізніше закликав інших князів проти Ростиславичів, але не знайшов союзників для походу. Ростиславичі ж уклали союз із Візантією, яка боролася з Угорщиною. Цей союз укріпили шлюбом: донька Володаря Ірина вийшла заміж за Ісаака, сина візантійського імператора Олексія Комнена.

Перемоги на Рожному Полі та на Вягрі забезпечили незалежність Галичини від київських князів. У 1141 році Володимирко Володарович об'єднав князівства Ростиславичів в єдину Галицьку державу.